# Rudolf Eiswaldt
Rudolf Eiswaldt (* 25. Mai 1859 in München; † 2. Mai 1930 ebenda) war ein deutscher Diplomat und Generalkonsul, überwiegend in China und Sarajevo.
Eiswaldt war in politischen Schwerpunktregionen um die Jahrhundertwende tätig, so in China zur Zeit der Abtretung der Kiautschou-Bucht an Deutschland und in Sarajevo von 1912–1917, in der Epoche, in die die Ermordung des österreichischen Thronfolgers Franz Ferdinand und seiner Gattin im Juli 1914 in Sarajevo und der Beginn des Ersten Weltkriegs fiel.
Rudolf Eiswaldt war verheiratet mit Maria Galliani, Tochter des italienischen Generalkonsuls Jean Galliovani Galliani. Er ist Vater von Erich Eiswaldt, erster deutscher Botschafter nach dem Zweiten Weltkrieg in Afghanistan, und steht in Verwandtschaft mit dem gleichnamigen Generalmajor Rudolf Eiswaldt. Während seiner Amtszeit wurden Rudolf Eiswaldt zahlreiche Auszeichnungen und Orden zuteil.

## Ausbildung
Eiswaldt besuchte das Herzog Franz Gymnasium in Dessau, das Friedrichwerdersche Gymnasium in Berlin und das Friedrich-Wilhelm-Gymnasium Greiffenberg. 1879 legte er dort das Abitur ab. Er studierte Jura in Berlin und München. Das Referendarexamen bestand er am 9. Juni 1882, die Promotion zum Dr. jur. erfolgte im Dezember 1882. Seit dem 15. Juni 1882 war er im preußischen Justizdienst. Vom 15. Februar bis 3. Mai 1884 war er bei der Intendantur der Marinestation der Ostsee in Kiel beschäftigt. Er leistete ein Einjähriges Freiwilligenjahr und erreichte den Dienstgrad eines Premierlieutenant.

## Verwendung und Karriere im Auswärtigen Dienst
Eiswaldt war von 1885 bis Ende 1917 im auswärtigen Dienst tätig.
Von 1885 bis 1887 war er in den Konsulaten Nizza, Kalkutta und Bombay eingesetzt, von 1892–1901 und 1903–1905 in China. Eiswaldts Tätigkeiten in China umfassten die eines Vizekonsuls und Konsuls in Shanghai, des deutschen und spanischen Konsuls in Tientsin, die des Konsuls in Guangzhou und für Macau und vertretende Tätigkeiten als deutscher Konsul für Hongkong. Weiterhin war Eiswaldt in Warna (Bulgarien) und zuletzt als Generalkonsul in Sarajevo tätig.

## Diplomatischer Dienst in Tientsin
(Zeitraum der deutschen Besitzname der Kiautschoubucht)
Nachdem Eiswaldt von 1892 bis 1895 als (Vize) Konsul in Shanghai tätig gewesen war, wurde er 1896 bis März 1900 kommissarischer Leiter und deutscher sowie spanischer Konsul in Tientsin. In diesen Zeitraum fiel die 1897 durch den deutschen Gesandten Freiherrn von Heyking abgeschlossenen Verhandlungen über die Abtretung der Kiautschou-Bucht (Provinz Shandong) an das Deutsche Reich sowie der einzige Chinabesuch des Prinzen Heinrich von Preußen.
Rudolf Eiswaldt, der aus einer alten preußischen Beamten- und Offiziersfamilie stammte, spiegelte jenes Lager innerhalb des Auswärtigen Amtes in Berlin wider, das auch nach der Abdankung Bismarcks dem kolonialen Großreichstreben eher skeptisch gegenüberstand und als Gefahr für das Reich betrachtete. Dies bezog sich auch auf die deutschen Gebietsansprüche in China. Während seiner Tätigkeit in Tientsin sah sich Eiswaldt mit dem deutschen Gesandten von Heyking in Übereinstimmung, der einerseits die Verhandlungen zur Abtretung der Kiautschoubucht an Deutschland zum Erfolg führte, jedoch die für das Reich kostenträchtigen Chinaaktivitäten als solche eher distanziert betrachtete und hierbei auch von seiner Gattin, Elisabeth von Heyking, geborene von Flemming, unterstützt wurde. Kritisch betrachtete Eiswaldt die Aktivitäten europäischer Missionare in China, obgleich diese offiziell vom Reich Unterstützung erhielten. Der Nachfolger von Heykings, der am 20. Juni 1901 ermordete deutsche Gesandte Clemens von Ketteler, beklagte dagegen im September 1899 in einem Schreiben an Reichskanzler Fürst Hohenlohe-Schillingsfürst, dass Eiswaldt gegenüber ihm als religiösem Menschen die Missionare in Shandong gar als die „Unruhestiftenden heuchlerischen Shandong Heiligen“ bezeichnet habe.

## Diplomatischer Dienst in der Schweiz
Von 1901 bis 1903 übernahm Eiswaldt das Konsulat in Basel und war zugleich kommissarischer Leiter des Generalkonsulats in Zürich.

## Diplomatischer Dienst Guangzhou und Konsul für Macao
1903 bis 1904 wurde Rudolf Eiswaldt wiederum nach China versetzt und übernahm das Konsulat in Guangzhou, das als Wirtschaftsmetropole zunehmende Bedeutung gewann. Während dieser Zeit trieb Eiswaldt ebenfalls den Ausbau der deutschen Repräsentanz im Stadtteil Shamian voran. Beim Auswärtigen Amts in Berlin schuf Eiswaldt sich hierbei ungetrübte Anerkennung allein dadurch, dass er die weit in die Höhe schießenden Kosten für den Neubau des deutschen Generalkonsulats in Shamian/Guangzhou wieder konsequent herunterzuhandeln wusste.
Eiswaldts Verhältnis zu den deutschen Kaufleuten in China war, ähnlich wie das gegenüber den westlichen Missionaren nicht unkritisch. So warf er dem deutschen Geschäftsmann Böckelmann von der Handelsgesellschaft Renter, Böckelmann Co. vor, dass dieser „Wuchergeschäfte“ betreibe, vor allem mit den Ausländern in China selbst; Böckelmann wandte sich dagegen in einem Rechtfertigungsschreiben direkt an Reichskanzler Graf von Bülow, dass Eiswaldt „in ganz China bei der deutschen Kaufmannschaft für seine Tonführung bekannt“ sei und forderte (nicht gewährte) Entschuldigung.

## Diplomatischer Dienst in Warna/Bulgarien
Nachdem Eiswaldt aus gesundheitlichen Gründen 1904 in den vorzeitigen Ruhestand trat, wurde er 1905 wiederum zum diplomatischen Dienst einberufen, um bis 1911 das Konsulat in Warna (Bulgarien) zu übernehmen, sowie zwischenzeitlich die Konsulate in Basel und Zürich.

## Diplomatischer Dienst in Sarajevo
(Ermordung des österreichischen Erzherzogs Franz Ferdinand und seiner Gemahlin; Beginn des Ersten Weltkriegs)
1912 wurde Eiswaldt als Nachfolger von Freiherr von Stein als deutscher Konsul nach Sarajevo gesandt. Diesen Posten hielt er bis Ende 1917 inne. Am 25. November 1908 erschien ein von Eiswaldt verfasster Artikel im Kölner Stadtanzeiger „Zur inneren Kritik“, in dem er schreibt „dass die Zukunft bange und schwere Stürme bringen werde. Der Ausbruch des unheilvollen Gewitters wird einem Versehen zugeschrieben werden.“ Im selben Artikel verweist er zugleich auf die „verfestigten Charaktereigenschaften Kaiser Wilhelms II.“ und die Gefahren des ungetrübten Großmachtdenkens. Bismarck folgend sah er die Kaukasusgebiete als politischen Brandherd und Ausgangspunkt für einen zu erwartenden Krieg. Am 28. Juni 12 Uhr übermittelte Eiswaldt per Telegramm die Ermordung des österreichischen Erzherzogs und seiner Gemahlin an Kaiser Wilhelm II. auf dessen Yacht nach Kiel mit den kargen Worten: „Seiner Majestät, Kiel. Seine Kaiserliche und Königliche Hoheit Erzherzog Thronfolger und Höchstdessen Gemahlin sind soeben Opfer eines Revolverattentats geworden. Generalkonsul Eiswaldt.“

## Tätigkeit als Vertretender Reichskommissar Auslandsschäden
Nach seinem Ausscheiden aus dem diplomatischen Dienst übernahm Eiswaldt 1920 Tätigkeiten als Spruchkommissarvorsitzender beim Reichskommissar für Auslandsschäden in Berlin-Zehlendorf; von 1922 bis Mai 1924 die Position des ständigen Vertreters des Leiters des Reichskommissars für Auslandsschäden in Bayern, in München.

## Orden und Auszeichnungen
- 25. Mai 1898 Verleihung des Doppelte-Drachen-Orden II. Klasse durch den Kaiser von China; aus Anlass des Besuchs des Prinzen Heinrich von Preußen, Bruder des deutschen Kaisers Wilhelm II.
- 18. Januar 1903 Roter Adlerorden IV. Klasse
- 1914 Verleihung des St. Alexander-Ordens des Bulgarischen Königs.
- 18. Januar 1918 Roter Adlerorden III. Klasse mit Schleife
- Königlicher Kronenorden III. Klasse mit Schleife
- Komturkreuz mit Stern des k.u.k Franz-Joseph-Orden
- Offizierskreuz des Mauritius- und Lazarusordens von Italien
- Kommandeurkreuz des Kronenordens des Königs von Italien